# Michigan Central Station
Michigan Central Station (lub Michigan Central Depot) – stacja i dworzec kolejowy w Detroit, Corktown, oddana do użytku w 1913 a zamknięta 5 stycznia 1988 roku. Zaprojektowany przez architektów Warren&Wetmore, reprezentował styl neoklasyczny. Osiemnastopiętrowy budynek dworca, w momencie oddania do użytku był najwyższym tego typu obiektem na świecie.

## Historia

### Lata 1900–1938
Na początku XX wieku, ze względu na dynamiczny rozwój transportu kolejowego, firma Michigan Central Railroad w 1906 zdecydowała o budowie tunelu który miał łączyć Detroit z kanadyjskim Windsor. Dwa lata później zaczęto skupować ziemię pod budowę nowej stacji, której przeznaczeniem była obsługa transportu na tej trasie. Miał to być Dworzec Centralny Michigan, którego ukończenie było planowane na 1914 rok. Jednak budynek stacji został oddany do użytku jeszcze w trakcie budowy, tuż po tym jak w dniu 26 grudnia 1913 spłonął dworzec Michigan Central Depot. W tym czasie samochody nie były jeszcze rozpowszechnione, dlatego w pobliżu nie wybudowano żadnego parkingu. Projektantom przyświecała idea iż większość pasażerów dostanie się na miejsce za pomocą publicznych środków transportu. Nie martwiono się również o spory dystans od centrum miasta. Precedensem była stacja Pennsylvania Station w Nowym Jorku – wybudowana na terenie slumsów, szybko przyczyniła się do dynamicznego rozwoju okolicy a ostatecznie sprawiła, że biedna dzielnica stała się jednym z bogatszych obszarów miasta. Taki sam pomysł miały władze Detroit decydując się na takie a nie inne umiejscowienie Dworca Centralnego Michigan. Ponadto stacja była częścią większego projektu – znajdowała się na trasie linii kolejowej, która tunelem pod rzeką Detroit prowadziła do kanadyjskiego Windsor. Na początku wszystko szło zgodnie z planem. W połowie lat dwudziestych, Henry Ford zakupił w pobliżu duży plac z zamysłem budowy centrum biznesowego. Niestety, wybuch wielkiego kryzysu pokrzyżował plany. Z ulic Detroit zniknęły samochody, praktycznie zamarł transport publiczny, skutkiem czego stacja znalazła się w odosobnieniu.

### Lata 1938–1988
Przyłączenie się USA do II wojny światowej spowodował, że Dworzec Centralny na powrót stał się ważnym miejscem, odprawiając duży wolumen transportu wojskowego. W 1940 roku dworzec obsługiwał cztery tysiące pasażerów dziennie, podczas gdy trzy tysiące osób było zatrudnionych w biurach budynku. Jednak po zakończeniu wojny, liczba pasażerów zaczęła spadać. Przyczyną było m.in. brak wspomnianego już parkingu, a także stopniowe przejmowanie obsługi trasy Detroit – Chicago przez transport samochodowy. W 1956 roku właściciel stacji usiłował ją sprzedać za sumę 5 milionów dolarów, co stanowiło jedną trzecią kosztów jej budowy, jednak nie znalazł nabywcy.  Trend zmniejszającej się liczby pasażerów nasilał się w kolejnych latach i w 1963 nastąpiła kolejna próba sprzedaży. I tym razem nie było chętnych. Ostatecznie, w 1967, zamknięto główne wejście, główną poczekalnię, restaurację oraz sklepy. Czynne pozostało boczne wejście oraz dwie kasy biletowe. Stopniowo budynek zaczął popadać w ruinę.
W 1971 roku obsługę linii kolejowych przejął Amtrak. Dla Dworca Centralnego Michigan nastały lepsze dni. W 1975 roku ponownie otworzono główne wejście i poczekalnię. Co więcej w 1978 roku przeprowadzono gruntowny remont, którego koszt wyniósł 1 250 000 dolarów. Jednakże działania te nie miały przełożenia na liczbę obsługiwanych pasażerów. W 1984 roku budynek został sprzedany pod projekt transportowy, który ostatecznie nigdy nie doszedł do skutku. Znaczenie stacji dla ruchu pasażerskiego ulegało coraz większej marginalizacji. 5 stycznia 1988 roku odjechał ostatni pociąg Amtrak i tego dnia stacja została zamknięta.

### Lata 1988 – 2017

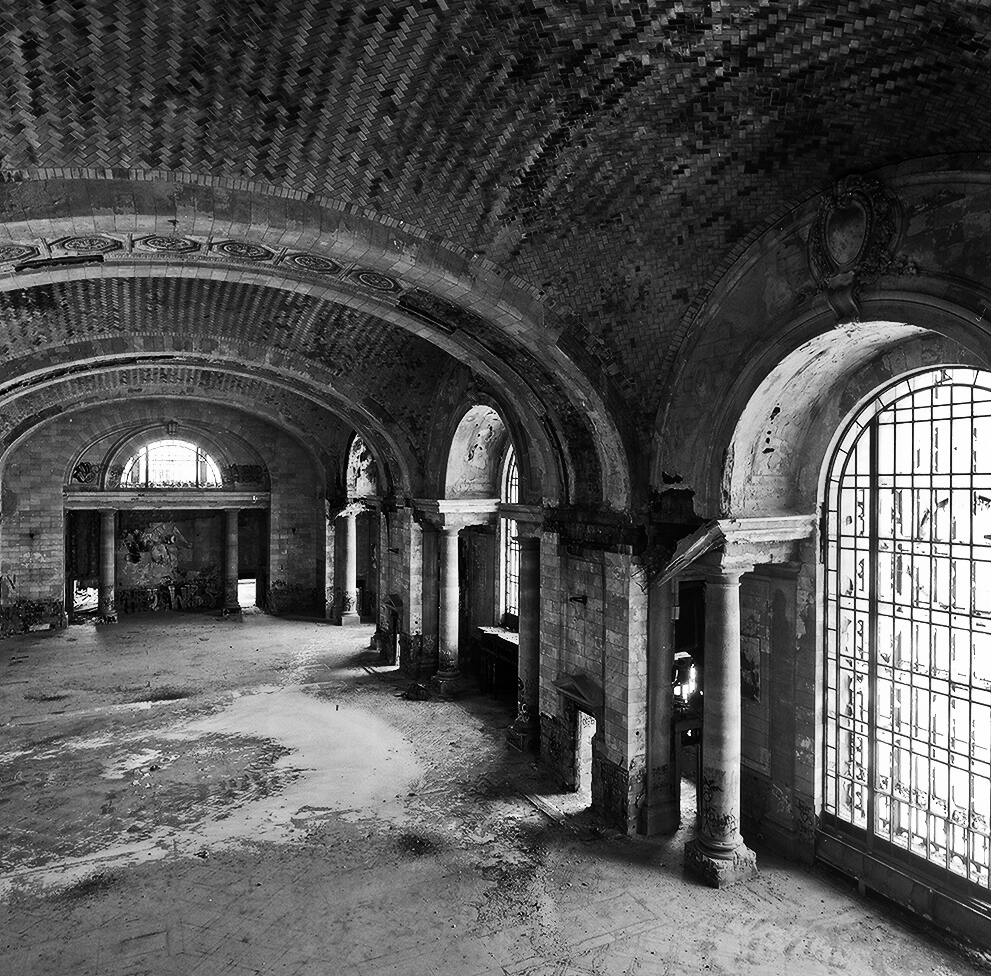
Wnętrze dworca, 2010

Na przestrzeni lat dziewięćdziesiątych budynek został zdewastowany. W 1996 roku stację kupiła firma Controlled Terminals Inc., należąca do Manuela Moroun. Właściciel tak tłumaczył swoją decyzję: "Jestem sentymentalnym człowiekiem. W każdą niedzielę odjeżdżałem stąd pociągiem do Niles. Ta stacja była najbardziej ruchliwym miejscem jaki kiedykolwiek widziałem. Budynek podobał mi się bardziej niż Grand Central Station w Nowym Jorku". Wkrótce teren został ogrodzony siatką i drutem kolczastym. W 2008 roku właściciel ogłosił gotowość do renowacji dworca. Koszt przedsięwzięcia oszacowano na 80 milionów dolarów, jednakże większym problemem niż finansowanie okazało się znalezienie celu któremu miałoby służyć. Zaproponowano kilka możliwych rozwiązań, m.in. przekształcenie dworca w główną siedzibę policji, ale żadne z nich nie doszło do skutku. 7 kwietnia 2009 władze Detroit podjęły decyzję o wyburzeniu budynku, jednakże Stanley Christmas, zaskarżył rezolucję do sądu. 

### Lata 2018 – obecnie
W 2018 roku Michigan Central Station został kupiony przez Ford Motor Company. W tym samym roku rozpoczęły się prace renowacyjne, wykorzystujące m.in. technologię druku 3D. Budynek otworzono ponownie 6 czerwca 2024 roku jako centrum turystyczne, biznesowe i handlowe. Obiekt nie pełni już funkcji stacji kolejowej, choć zachowano możliwość jej odtworzenia w przyszłości.